# Fair Play (2014)

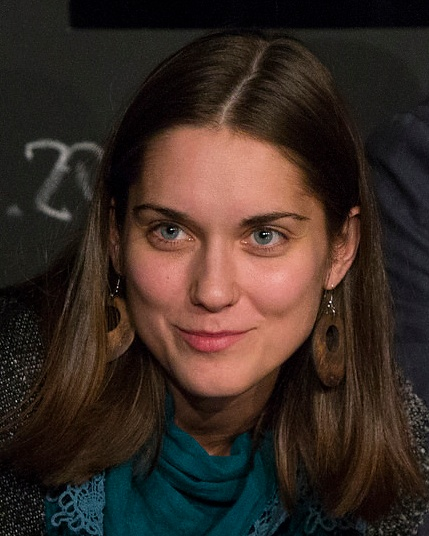
Judit Bárdos spielt in der Hauptrolle die Sportlerin Anna Moravcová (Foto von 2016)

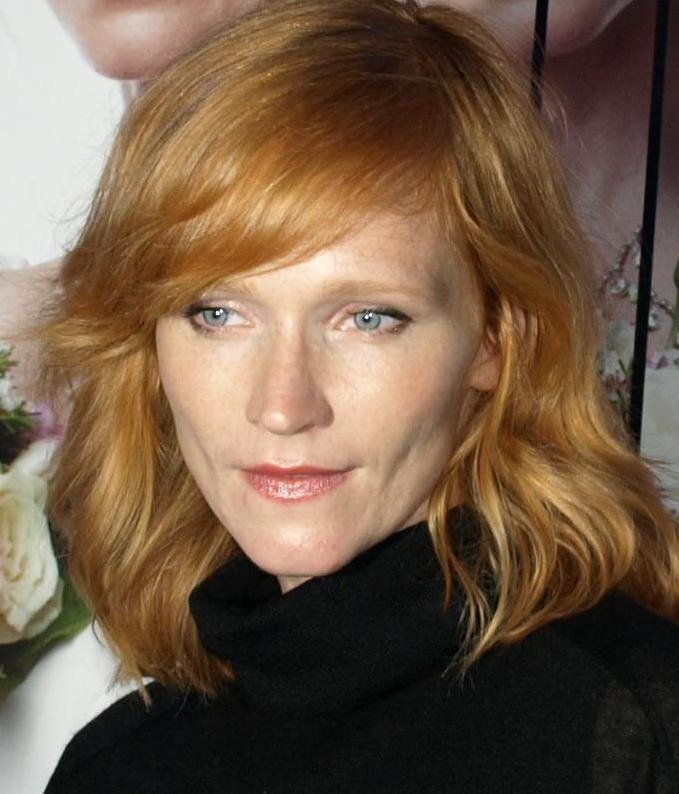
Anna Geislerová spielt Annas Mutter Irena (Foto von 2014)

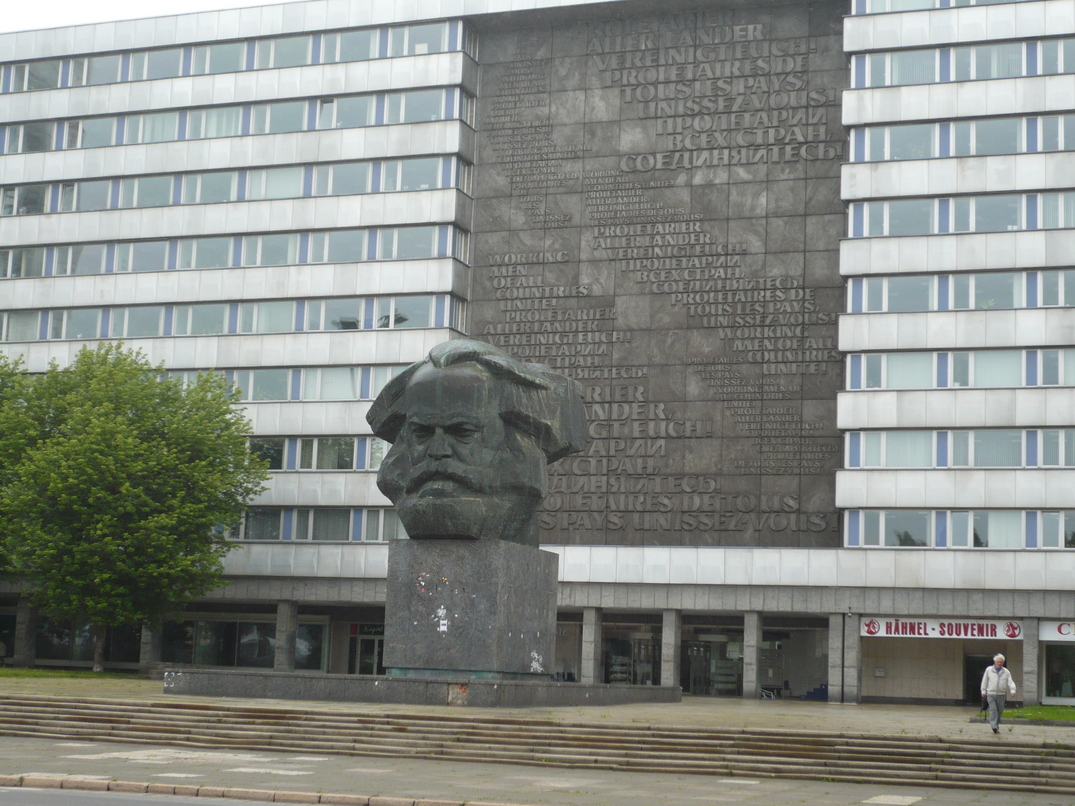
Die Qualifikationswettkämpfe spielen im Karl-Marx-Stadt der 1980er Jahre (Drehort: Karl-Marx-Monument in Chemnitz)

Fair Play ist ein tschechisch-slowakisch-deutsches Drama aus dem Jahr 2014.

## Handlung
Die Handlung des Films beginnt zum Ende des Jahres 1983 in Prag. Die junge tschechoslowakische Athletin Anna hat gerade ihr Abitur gemacht und wurde in den tschechoslowakischen Nationalkader aufgenommen. Sie trainiert hart mit dem Ziel, an internationalen Wettkämpfen teilzunehmen und sich für die Olympischen Spiele 1984 in Los Angeles zu qualifizieren. Sie lebt zusammen mit ihrer Mutter in einer kleinen Wohnung. Annas Mutter Irena war früher selbst eine erfolgreiche Tennisspielerin, musste sich aber aufgrund der nicht staatsdienlichen Flucht ihres Mannes vor fünfzehn Jahren den Anordnungen des Regimes beugen und sich der staatlichen Willkür aussetzen. So muss sie sich jetzt als Putzfrau durchschlagen.
In der Straßenbahn lernt Anna Tomáš kennen, die beiden verlieben sich ineinander. Im Trainingszentrum wird Anna von ihrem Trainer und dem stellvertretenden Minister Kracik mitgeteilt, dass sie, so wie ihre Freundin und Rivalin Martina, für ein besonderes Programm ausgewählt wurde. In diesem werden die geeignetsten Sportler medizinisch-fortschrittliche Trainings- und Fördermethoden ihres sozialistischen Vaterlands erhalten. Um ihren Muskelaufbau zu fördern, soll sie das Mittel Stromba gespritzt bekommen. Anna ist etwas skeptisch, da sie z. B. eine Verschwiegenheitserklärung unterschreiben soll. Sie lässt sich dennoch darauf ein. Es kommt aber immer wieder zu Problemen. So setzt ihre Monatsblutung aus und sie bekommt übermäßigen Haarwuchs am Körper. Eines Tages hat sie einen körperlichen Zusammenbruch und kommt mit schlechten Leberwerten ins Krankenhaus, wobei die Ärztin sie auf die Information der speziellen Mitteleinnahme im Nationalkader hin nicht weiter behandeln will. Über Annas Freund Tomáš erfahren sie, dass Stromba (Wirkstoff: Stanozolol) ein Anabolikum ist und zum Doping genutzt wird. Anna möchte das Medikament nicht weiter nehmen und sie beschließt mit ihrer Mutter gemeinsam, stattdessen einfach nur Vitamin B zu spritzen. Aufgrund ihrer aktuellen Beziehung zu Tomáš und der Tatsache, dass sie ihren Vater fast nur telefonisch kennt, ist der Wunsch nach einer Ausreise in den Westen bei Anna nicht mehr so prominent. Annas Leistungen werden schlechter und die Qualifikation für die Olympischen Spiele ist in Gefahr. Da Irena sich sehr wünscht, dass ihre Tochter Anna durch ihre sportlichen Leistungen in den Westen gelangt und endgültig auswandern kann, entscheidet sie sich mit Annas Trainer Bohdan dazu, ihr weiterhin Stromba zu spritzen, indem sie die Vitamin-B-Ampullen austauschen. Als Anna dies herausfindet, zieht sie zu ihrem Freund und seinen Eltern. Bei den Qualifikationswettkämpfen in Karl-Marx-Stadt erfährt Anna kurz nach der Ankunft durch einen Brief, dass Tomáš mit seinen Eltern nach Österreich ausgewandert ist. Sie gewinnt den Wettkampf und qualifiziert sich für die Spiele in Los Angeles. Martina ist Vierte geworden und hat die Norm nicht geschafft.
Mittlerweile ist die tschechoslowakische Staatssicherheit unter Einsatz von Verwanzung und Hausdurchsuchung dahintergekommen, dass Irena den Dissidenten und ihre frühere Liebe Marek immer wieder unterstützte, indem sie Schriften von ihm auf ihrer Schreibmaschine abgetippt hat. Das wird natürlich als Druckmittel gegen Irena und Anna eingesetzt. Der stellvertretende Minister Kracik setzt sich dafür ein, dass Anna weiterhin zu den Olympischen Spielen fahren darf. Sie müsse dafür allerdings gegen Marek und ihre Mutter aussagen. Sie weigert sich und sagt Kracik und Bohdan direkt ins Gesicht, dass sie dieses System nicht mehr unterstützen wolle, auch wenn sie das ihre sportliche Karriere kostet. Irena wird zu 18 Monaten Freiheitsentzug ohne Bewährung verurteilt, Anna nimmt eine geregelte Arbeit in einem Betrieb auf. Als Anna nach Hause kommt, hört sie im Radio, dass die tschechoslowakische Mannschaft nicht nach Los Angeles fährt, da sie sich dem Boykott der anderen Ostblockstaaten anschließt. Anna geht daraufhin laufen, nur für sich, ohne jeglichen Druck.

## Produktion
Der Film wurde vom 13. August 2012 bis 3. Mai 2013 an Schauplätzen in Tschechien (Prag, Vysoké Tatry in der Hohen Tatra), der Slowakei (Bratislava) und Deutschland gedreht. Die Szenen im Karl-Marx-Stadt der 1980er Jahre wurden im heutigen Chemnitz (Karl-Marx-Monument) und in Dresden (Heinz-Steyer-Stadion als Filmkulisse für das Stadion in Karl-Marx-Stadt) aufgenommen.
Die Produktion des Films wurde durch die Mitteldeutsche Medienförderung finanziell unterstützt. In die tschechischen Kinos kam der Film am 6. März 2014.
Der Film ist der erste, in dem der staatlich angeordnete Einsatz verbotener leistungssteigernder Mittel in der Tschechoslowakei thematisiert wird. Regisseurin Andrea Sedláčková habe sich durch einen Zeitungsartikel inspirieren lassen, in dem über gefundene Geheimdokumente eines 1983 gestarteten Dopingprogramms berichtet wurde. Die Regisseurin berichtet, dass es anfänglich schwer gewesen sei, Informationen zu erhalten, da es keine wissenschaftlichen Arbeiten oder Dokumentationen über das systematische Doping in der Tschechoslowakei gegeben hätte. Erst durch die Suche nach Zeitzeugen habe sie mehr in Erfahrung bringen können. Wichtig bei Fair Play sei der Regisseurin die Darstellung des persönlichen Dramas einer jungen Sportlerin gewesen, nicht die Enthüllung eines Dopingskandals.
Die Hauptdarstellerinnen Judit Bárdos und Anna Geislerová, die in dem Film Tochter und Mutter spielen, haben in der Realität nur einen Altersunterschied von 12 Jahren.

## Rezeption

### Kritiken
Das Lexikon des internationalen Films beschreibt den Film als „Intensives Sportler-Drama als Abbild der bigotten Leistungsgesellschaft in einem untergegangenen Politsystem.“ Der Film erhält von der Redaktion insgesamt 3 von 5 Sternen.
Die Redaktion der Cinema vergibt 3 von 5 Punkten.
Laut der Kritik bei 3sat sei „der Prager Filmemacherin Andrea Sedláčková ein einfühlsam inszeniertes Drama gelungen, das Doping im Sozialismus zum ersten Mal zum großen Filmthema macht.“

### Einspielergebnis
Der Film spielte weltweit ungefähr 325.000 US-Dollar ein.

### Auszeichnungen & Nominierungen
Der Film erhielt mehrere Nominierungen für den Český lev (u. a. Bester Film, Beste Regie, Beste Hauptdarsteller, Beste Nebendarsteller) und wurde beim Rome Independent Film Festival als Bester Internationaler Spielfilm ausgezeichnet. Der Film war Tschechiens Beitrag für den besten fremdsprachigen Film für die Oscarverleihung 2015, wurde aber letztendlich nicht nominiert.